# Louis-Benjamin Francœur
Pour les articles homonymes, voir Francœur.
Louis-Benjamin Francœur, né à Paris le 16 août 1773 et mort le 15 décembre 1849, est un mathématicien français.

## Biographie
Louis-Benjamin Francœur est issu d'une famille de musiciens célèbres, son père Louis Joseph Francœur et son grand oncle François Francœur ayant été surintendants de la musique du roi et son grand-père Louis chef des Vingt-quatre violons du roi. Louis-Benjamin passe son enfance à Saint-Cloud puis étudie à la faculté des arts de l'université de Paris au sein du collège d'Harcourt où il termine son cursus en 1789 dans la classe de rhétorique de Pierre-Claude-Bernard Guéroult, futur proviseur du lycée Charlemagne où Francœur enseignera plus tard. Il complète sa formation en suivant les cours de mathématiques et de physique que professait alors Mathurin Jacques Brisson au collège de Navarre.
Il entre chez un notaire en 1791 puis est employé en 1792 comme sous-caissier à l'Opéra dont son père a repris la direction. Durant la Terreur, son père est emprisonné au titre de la loi des suspects. À cette même époque Francœur est envoyé dans l'armée du Nord à Péronne, puis dans le régiment d'Auvergne à Maubeuge. Il est autorisé à revenir à Paris en février 1794 pour subir des examens pour entrer dans le génie militaire, examens auxquels il échoue. Il parvient cependant à rester à Paris jusqu'à ce que son père soit finalement libéré après la chute de Robespierre.
Francœur se marie le 24 aout 1794. Il doit repartir à Maubeuge, cependant il revient rapidement à Paris pour postuler à l'École centrale des travaux publics qui doit ouvrir en novembre. Admis, il décide de quitter celle-ci pour subvenir aux besoins de sa famille en prenant un emploi au Trésor public. Rattrapé par la réquisition militaire, il doit alors retourner à l’École polytechnique (nouvelle appellation de l'école) où il étudie durant deux ans, notamment auprès de Gaspard Monge et est élu chef de brigade. À sa sortie en 1797 il rejoint l’École des ingénieurs géographes. Il suit en parallèle les cours de botanique de René Louis Desfontaines et de Jean-Louis Thuillier. Repéré par Monge, celui-ci lui obtient la place de professeur particulier auprès de Jérôme Bonaparte. Gaspard de Prony le nomme l'année suivante répétiteur d'analyse et mécanique auprès de Sylvestre-François Lacroix.
En 1800 il publie son premier ouvrage, un traité de mécanique rationnelle. En 1802 il est nommé officier d'artillerie puis démissionne l'année suivante pour devenir professeur de mathématiques (1re année) à l'École centrale de Saint-Antoine, transformé en 1804 en lycée Charlemagne où il occupe la chaire de mathématiques transcendantes. Il quitte alors son poste de répétiteur à l’École polytechnique, à laquelle il reste cependant attaché comme examinateur annuel d'admission. Il devient en 1809 le premier titulaire de la chaire d'algèbre supérieure à la Faculté des sciences de Paris. Il joint à son cours d'algèbre des leçons sur la géodésie et le calcul des probabilités.
À la chute de Napoléon en 1815, il fut écarté de son poste d'examinateur à l’École polytechnique pour ses opinions politiques, et les chaires de mathématiques transcendantes furent supprimées dans les lycées. Il consacra alors tout son temps à l’enseignement à la Faculté et à des travaux de vulgarisation scientifique. Il conserve sa chaire de mathématiques transcendantes au collège royal Charlemagne jusqu'en 1822. Atteint d'une affection au larynx à partir de 1817, il est contraint de se faire suppléer à la faculté à partir de 1835, d'abord par Jean-Marie Duhamel (1835-1840), puis Blanchet (1840-1843) et Jules Vieille (1843-1844).
Très intéressé par la botanique et l'agriculture, en 1837 il devient membre de la Société centrale d'agriculture. En 1842, il est élu membre libre de l'Académie des sciences. En raison d'un conflit l'opposant à des membres du Conseil royal de l'Instruction publique sur le choix de son suppléant à la faculté, Francœur décide de reprendre, malgré son état de santé, son enseignement à la faculté. Le 15 septembre 1845, il démissionne puis revient sur sa décision le 17 octobre suivant et est finalement admis à la retraite en 1848.
Francoeur fit partie de la Société d'encouragement pour l'industrie nationale (dont il fut vice-président), du Comité des arts mécaniques, de la Société des méthodes d'enseignement. En 1822, il écrit un article élogieux pour réhabiliter l'invention de la clarinette omnitonique à 13 clefs d'Iwan Müller écartée par le jury du conservatoire de Paris le 12 mai 1812 . Il professa de 1817 à 1821 puis de 1822 à 1824 un cours d'astronomie à l'Athénée. Il fut parmi les fondateurs et les contributeurs au grand Dictionnaire technologique. Il fut nommé chevalier de la légion d'honneur en 1824.
Louis-Benjamin Francœur a été maire de la commune de Viry-Châtillon (1839-1845). On peut voir sa tombe près de l'église Saint-Denis, dans la vieille ville. Une rue de la commune porte encore son nom.
Son fils Isidore Francoeur (1803-1873) fut professeur à l’École des Beaux-Arts, au collège Charlemagne et à l'école primaire supérieure de la rue Neuve-Saint-Laurent. La veuve de celui-ci fit un don à l'Académie des sciences pour la fondation du prix Francœur.

## Principales publications
- Flore parisienne ou Description des caractères de toutes les plantes qui croissent naturellement aux environs de Paris, distribuées suivant la méthode du jardin des plantes (1800-1801)
- Traité de mécanique élémentaire, à l'usage des élèves de l'École polytechnique, rédigé d'après les méthodes de R. Prony, (BNF 30459122) (1800)
- Cours complet de mathématiques pures, (BNF 30459090) (2 volumes, 1810)
- Uranographie, ou Traité élémentaire d'astronomie, à l'usage des personnes peu versées dans les mathématiques, accompagné de planisphères (1812)
- Astronomie pratique, usage et composition de la Connaissance des temps (1830)
- Éléments de technologie, ou Description des procédés des arts et de l'économie domestique (1833)
- Géodésie, ou Traité de la figure de la terre et de ses parties, comprenant la topographie, l'arpentage, le nivellement, la géomorphie terrestre et astronomique, la construction des cartes, la navigation, leçons données à la Faculté des sciences de Paris (1835) Texte en ligne

- Algèbre supérieure, (BNF 38823523) (1838)
- Traité d'arithmétique appliquée à la banque, au commerce, à l'industrie, etc., recueil de méthodes propres à résoudre les problèmes et à abréger les calculs numériques (1845)